# Radiostacja A-7-B

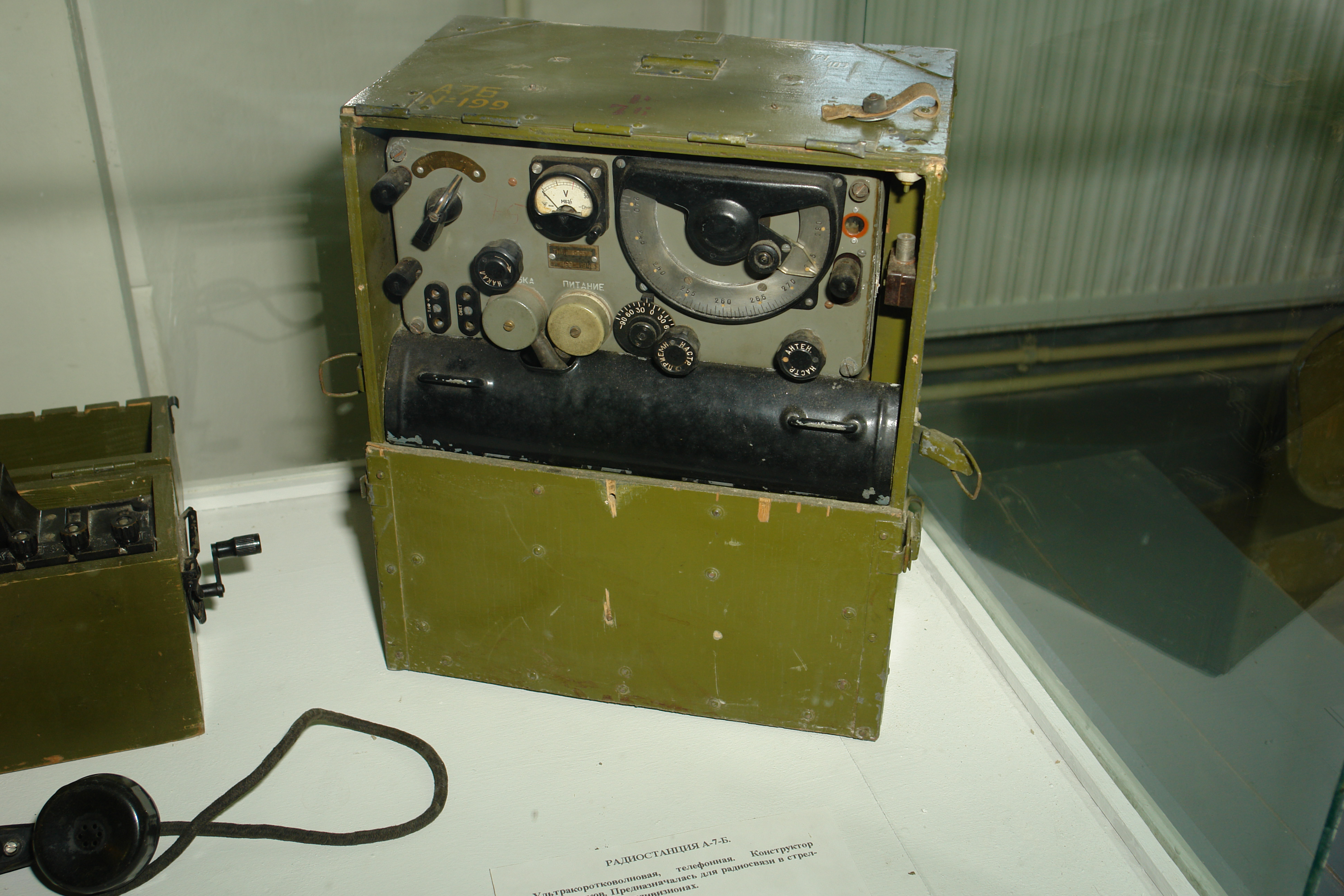
Radiostacja A-7-B

Radiostacja A-7-B – ultrokrótkofalowa radiostacja nadawczo-odbiorcza z mechanicznym półdupleksem stosowana w ludowym Wojsku Polskim.
Radiostacja produkcji ZSRR typu przenośnego przeznaczona do pracy w sieciach bojowych piechoty i artylerii.
Zakres od 24 do 28 MHz strojony płynnie bez podziału na podzakresy. Podziałka częstotliwości co 50 kHz. Przy pracy na antenie prętowej zapewniała łączność do 12 km, a przy antenie promieniowej do 15 km.
Całkowita masa radiostacji 24 kg.